# Фортеця Патр
Фортеця Патр  (грецька: Κάστρο Πατρών) — фортеця, побудована на руїнах стародавнього акрополя в місті Патри, розташованого в Пелопонесі, Греція.

## Історія
Фортеця Патр була побудована приблизно в середині VI століття на руїнах стародавнього акрополя міста Патр, на невисокому пагорбі гори Панахайко (Παναχαϊκò) на відстані бл. 800 м від моря.
Перша фортеця на цьому місці була побудована візантійським імператором Юстиніаном I після катастрофічного землетрусу 551 року, повторно використовуючи будівельний матеріал з дохристиянських споруд. Одна з таких сполій, тулуб та голова мармурової римської статуї, стали частиною міського фольклору. Він відомий як «Патринела», діва, яка ніби перетворилася на людину за часів османської влади, охороняє місто від хвороб і плаче, коли помирає видатний громадянин Патр.
Фортеця постійно використовувалася аж до Другої світової війни. У візантійський період її брали в облогу слов'яни, сарацини, нормани та багато інших, але вона не була захоплена у ці часи. Зокрема, вдалу відсіч великої арабо-слсв'янської облоги 805 року приписували покровителю міста святому Андрію.
У 1205 р. Після четвертого хрестового походу фортецею заволоділи франки, які ще більше зміцнили її, викопавши рів з усіх трьох її боків. У 1278 р. Ахейське князівство віддало її місцевому католицькому архієпископу, а Папа Римський взяв її в оренду у венеційців на п'ять років у 1408 р. Католицький архієпископ володів фортецею до 1430 р., коли його отримав деспот Мореї та майбутній останній візантійський імператор Костянтин Палеолого. Замок потрапив до турків-османів у 1458 році і залишався одним із головних місць влади на Пелопоннесі на всій території Османської Греції, виступаючи більше як адміністративний центр. Венеційці зайняли замок у 1687 р. під час Морейської війни і зберігали його, поки Морея не була захоплена турками в 1715 році.
Під час Грецької революції повстанці пробували захопити фортецю, проте це вдалося лише у 1828 році з приходом експедиційних сил французького генерала Ніколя Джозефа Мезона.
Після здобуття Грецією незалежності фортеця залишилася у користуванні грецької армії аж до Другої світової війни, у 1941-1944 роках якої вона використовувалася німецькою армією.
У 1973 році фортеця була передана 6-му Ефорату візантійських старожитностей Міністерства культури і туризму Греції. Вона використовується сьогодні для проведення культурних заходів, особливо влітку, і має театр на 640 місць. Відкритий для огляду з 8:30 до 15:00, окрім понеділка.

## Архітектура
Площа фортеці складає 22 725 м² і складається з трикутної зовнішньої стіни (висотою 40 футів), укріпленої вежами та воротами та спочатку захищеної ровом, та внутрішньої стіни на північно-східному куті, також захищеної ровом. Вхідна брама розташована в башті площею 30 м², розташованій на середині східної стіни. У бідівлі фортеці широко використано елементи попередніх будівель, зокрема акрополя, фризи, перекриття тощо. Всі власники фортеці так чи інакше удосконалювали та ремонтували її, зокрема Костянтин Палеолог здійснив капітальний ремонт стін фортеці під час володіння нею.

## Фотогалерея

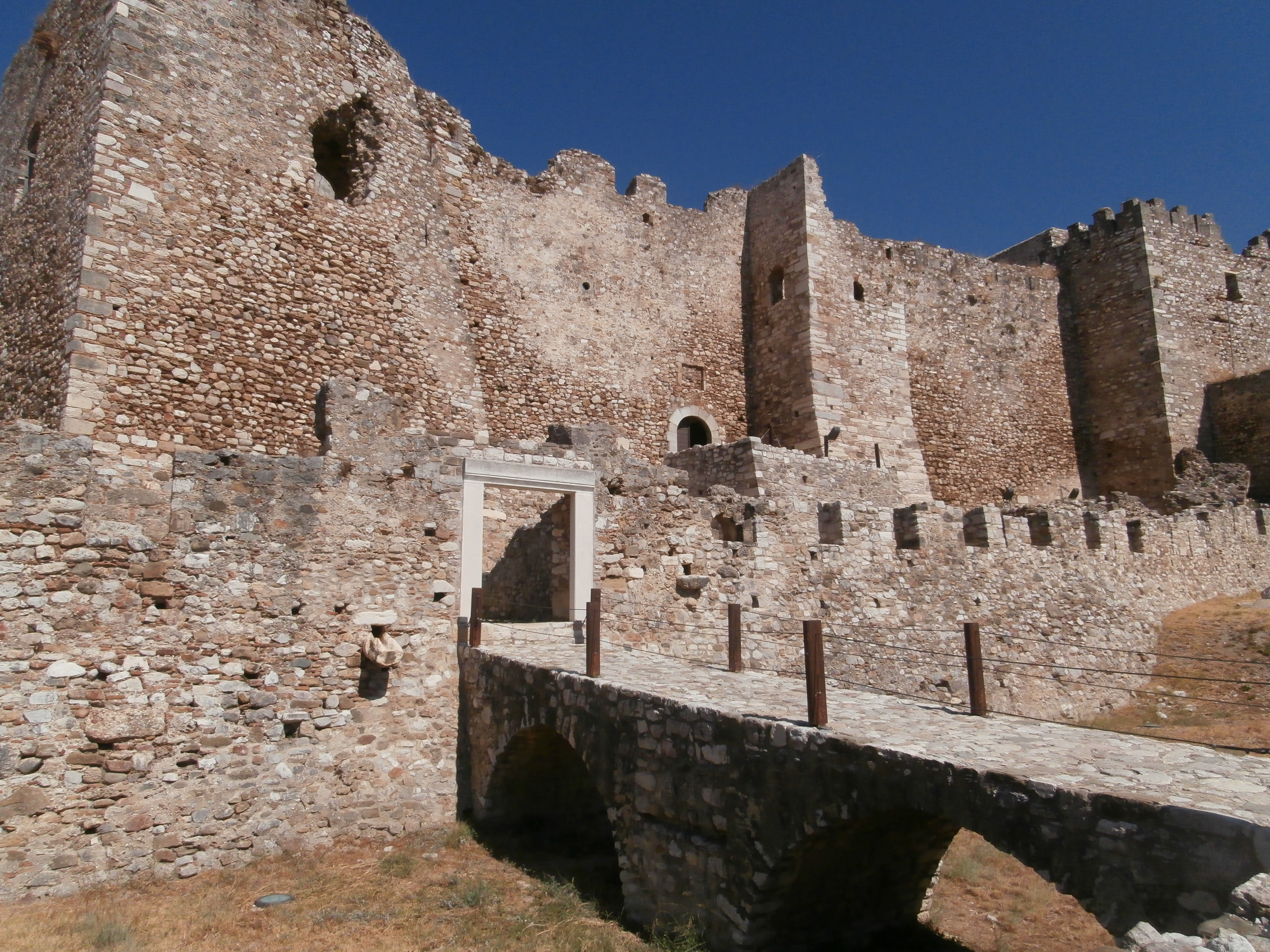
Вхід в фортецю
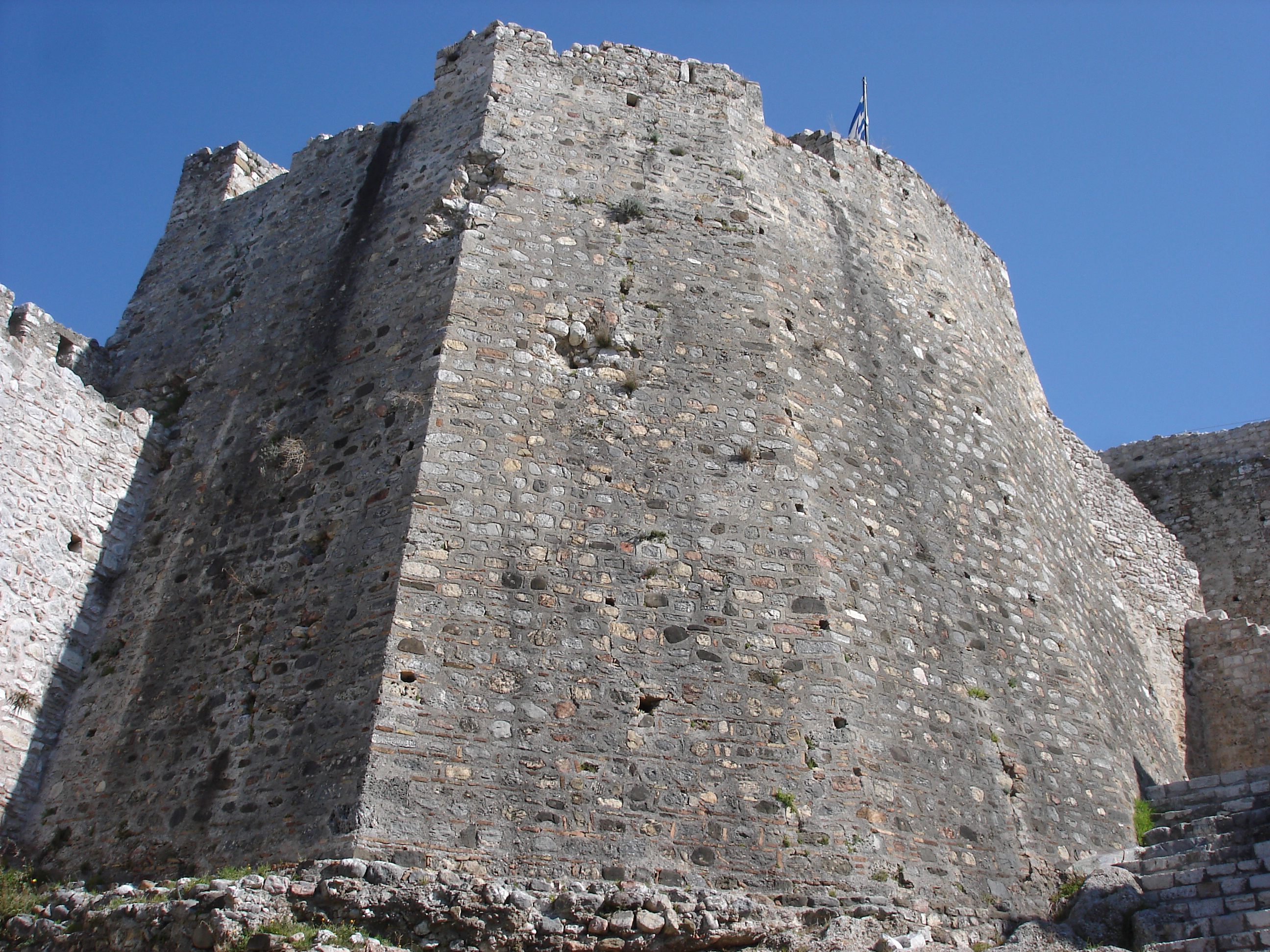
Укріплення фортеці
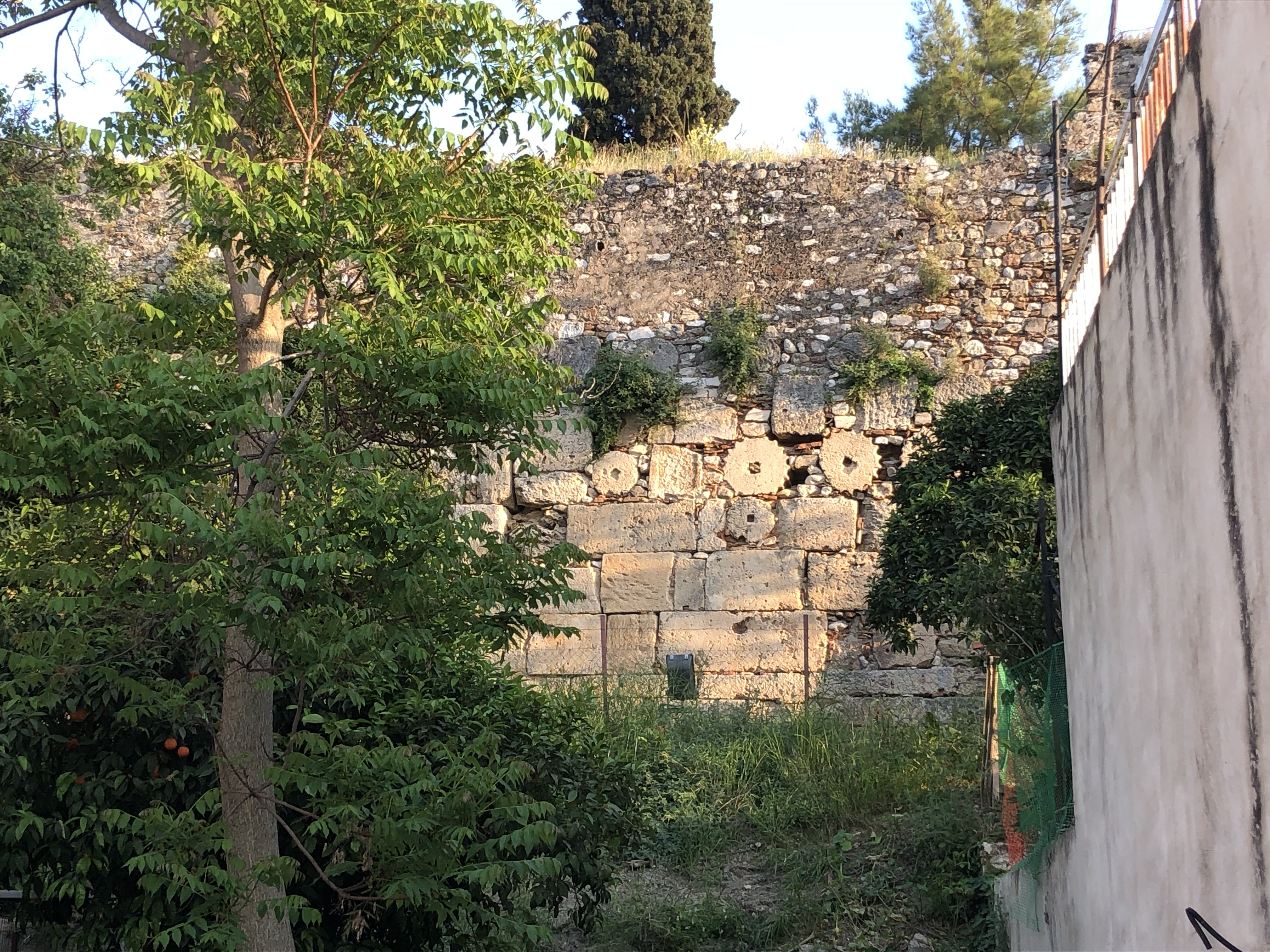
Залишки колон, вмонтовані в стіну фортеці
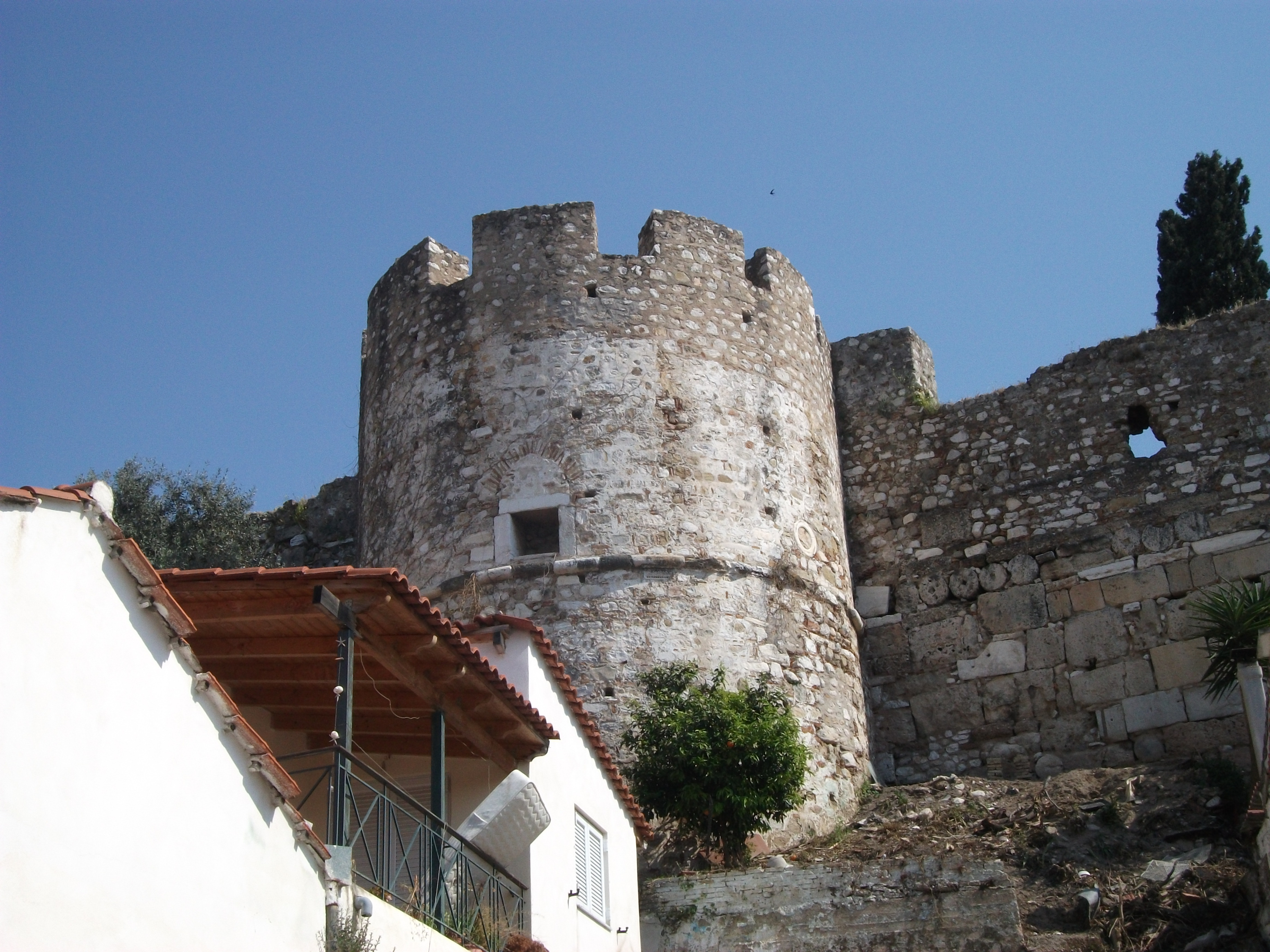
Одна з башт фортеці

## Див також
- Форт Діми
- Замок Доксапатрі